# Build-A-Bear
Build-A-Bear ist ein US-amerikanisches Unternehmen mit Sitz in Saint Louis im Bundesstaat Missouri, das individualisierbare Teddybären und andere Kuscheltiere vertreibt. 

## Geschichte und Beschreibung
Das Unternehmen wurde 1997 von Maxine Clark gegründet. Mittlerweile wurden weltweit über 400 Filialen in verschiedenen Ländern auf Franchisebasis eröffnet.
In Deutschland betrieb zunächst die Bärenmacher GmbH mit Sitz in Hamburg rund 25 Filialen der Marke Build-A-Bear. 2014 übernahm die Kids Fashion Group GmbH & Co. KG aus Pliezhausen gemeinsam mit Privatinvestoren den insolventen Franchisenehmer und damit auch die Filialen. Der Jahresumsatz lag während der Übernahme bei etwa 9 Millionen Euro.
Obwohl die Marke im Heimatland große Erfolge feiert, wurden in Folge eigener Zahlungsschwierigkeiten und der schließlichen Insolvenz des neuen Franchisenehmers die in Deutschland betriebenen Filialen bis 2019 alle geschlossen. Der bis 2020 betriebene Onlineshop wurde ebenfalls geschlossen.

## Trivia
Build-A-Bear wird in einer Folge der Trickfilmserie South Park aufgegriffen. Im 2020 veröffentlichten The Pandemic Special helfen die Protagonisten dem Charakter Butters Stotch zu einer Filiale von Build-A-Bear zu gelangen, obwohl wegen der COVID-19-Pandemie sämtliche Geschäfte geschlossen wurden.